# Fußballclub Carl Zeiss Jena 2012-2013
Questa voce raccoglie le informazioni riguardanti il Fußballclub Carl Zeiss Jena nelle competizioni ufficiali della stagione 2012-2013.

## Stagione
Nella stagione 2012-2013 il Carl Zeiss Jena, allenato da Petrik Sander, concluse il campionato di Regionalliga nordest al 2º posto. In Coppa di Germania il Carl Zeiss Jena fu eliminato al primo turno dal Bayer Leverkusen.

## Rosa
| N. |                     | Ruolo | Calciatore        |
| -- | ------------------- | ----- | ----------------- |
| 1  | Germania (bandiera) | P     | Patrick Siefkes   |
| 2  | Germania (bandiera) | D     | Florian Giebel    |
| 3  | Germania (bandiera) | D     | Marius Grösch     |
| 4  | Germania (bandiera) | C     | Marc Andris       |
| 6  | Germania (bandiera) | A     | Pascal Ibold      |
| 7  | Germania (bandiera) | C     | Richard Kolitsch  |
| 8  | Germania (bandiera) | C     | Matthias Peßolat  |
| 9  | Germania (bandiera) | C     | René Eckardt      |
| 10 | Germania (bandiera) | C     | Sebastian Alles   |
| 11 | Germania (bandiera) | C     | Jakob Schneider   |
| 11 | Germania (bandiera) | A     | Andis Shala       |
| 12 | Germania (bandiera) | P     | Steven Braunsdorf |
| 13 | Germania (bandiera) | D     | Ronald Wolf       |
| 14 | Germania (bandiera) | A     | Tino Schmidt      |
| 15 | Germania (bandiera) | D     | Marco Riemer      |

| N. |                     | Ruolo | Calciatore         |
| -- | ------------------- | ----- | ------------------ |
| 17 | Germania (bandiera) | D     | Daniel Kornagel    |
| 18 | Germania (bandiera) | A     | Daniel Barth       |
| 19 | Germania (bandiera) | C     | Tom Geißler        |
| 20 | Germania (bandiera) | C     | Marcel Schlosser   |
| 22 | Ungheria (bandiera) | D     | Gábor Dvorschák    |
| 23 | Germania (bandiera) | C     | Dennis Schulte     |
| 24 | Germania (bandiera) | D     | Justus Six         |
| 26 | Germania (bandiera) | A     | Sebastian Fries    |
| 27 | Germania (bandiera) | C     | Yves Brinkmann     |
| 27 | Germania (bandiera) | A     | Maxim Banaskiewicz |
| 29 | Polonia (bandiera)  | C     | Przemysław Trytko  |
| 30 | Germania (bandiera) | P     | Tino Berbig        |
|    | Germania (bandiera) | C     | Isaac Akyere       |
|    | Germania (bandiera) | C     | Dominik Bock       |

## Organigramma societario
Area tecnica
- Allenatore: Petrik Sander
- Allenatore in seconda: Thomas Hoßmang
- Preparatore dei portieri: Daniel Kraus
- Preparatori atletici:
- Analisi video:

## Calciomercato

### Sessione estiva
| Acquisti | Acquisti           | Acquisti            | Acquisti |
| R.       | Nome               | da                  | Modalità |
| -------- | ------------------ | ------------------- | -------- |
| C        | Sebastian Alles    | Carl Zeiss Jena U19 |          |
| A        | Maxim Banaskiewicz | Energie Cottbus     |          |
| D        | Gábor Dvorschák    | Újpest              |          |
| C        | Tom Geißler        | RB Lipsia           |          |
| A        | Pascal Ibold       | VfB Sangerhausen    |          |
| C        | Richard Kolitsch   | Carl Zeiss Jena II  |          |
| D        | Daniel Kornagel    | Carl Zeiss Jena U19 |          |
| C        | Florian Matk       | 1. FC Gera 03       |          |
| C        | Matthias Peßolat   | Chemnitz            |          |
| C        | Marcel Schlosser   | Chemnitz            |          |
| C        | Jakob Schneider    | Carl Zeiss Jena U19 |          |
| C        | Przemysław Trytko  | Polonia Bytom       |          |
| D        | Ronald Wolf        | Plauen              |          |

| Cessioni | Cessioni           | Cessioni            | Cessioni |
| R.       | Nome               | a                   | Modalità |
| -------- | ------------------ | ------------------- | -------- |
| C        | Florian Matk       | VfB Merseburg       |          |
| C        | Pierre Becken      | Hallescher          |          |
| A        | Danko Boskovic     | Wolfsburg II        |          |
| D        | Christian Demirtas | Syrianska           |          |
| D        | Sebastian Doro     | Zwickau             |          |
| A        | Philipp Grüneberg  | Union Berlino II    |          |
| C        | Marlon Krause      | Holstein Kiel       |          |
| D        | Josip Landeka      | Chemnitz            |          |
| D        | Alexander Maul     | Seligenporten       |          |
| D        | Nils Miatke        | Erzgebirge Aue      |          |
| A        | Nils Pichinot      | Hallescher          |          |
| C        | Stefan Ronneburg   | Hallescher II       |          |
| D        | Kai-Fabian Schulz  | Babelsberg          |          |
| C        | Christoph Siefkes  | Bayer Leverkusen II |          |
| A        | Martin Ullmann     | Zwickau             |          |
| D        | Alexander Voigt    | Viktoria Colonia    |          |

### Sessione invernale
| Acquisti | Acquisti    | Acquisti   | Acquisti |
| R.       | Nome        | da         | Modalità |
| -------- | ----------- | ---------- | -------- |
| A        | Andis Shala | Hallescher |          |

| Cessioni | Cessioni       | Cessioni     | Cessioni |
| R.       | Nome           | a            | Modalità |
| -------- | -------------- | ------------ | -------- |
| D        | Robert Zickert | Markranstädt |          |
| A        | Sebastian Huke | Markranstädt |          |

## Risultati

### Regionalliga

#### Girone di andata
| Zwickau 3 ottobre 2012, ore 13:30 CEST 1ª giornata | Zwickau     | 0 – 0 referto | Carl Zeiss Jena | Sportforum Eckersbach (3 615 spett.)\| Arbitro: \| Schmickartz \| |
| Arbitro:                                           | Schmickartz |               |                 |                                                                   |

| Jena 24 agosto 2012, ore 19:00 CEST 2ª giornata | Carl Zeiss Jena | 0 – 0 referto | Magdeburgo | Ernst-Abbe-Sportfeld (6 040 spett.)\| Arbitro: \| Albert \| |
| Arbitro:                                        | Albert          |               |            |                                                             |

| Arbitro: | Gaunitz |

|                                |           |                          |
| Banaskiewicz 14’ Dvorschák 29’ | Marcatori | 71’ Teichmann 90’ Cakmak |

| Arbitro: | Stolz |

|  |           |                    |
|  | Marcatori | 41’ (rig.) Peßolat |

| Arbitro: | Wessel |

|                             |           |                    |
| Dvorschák 32’ Schlosser 45’ | Marcatori | 40’ (aut.) Zickert |

| Arbitro: | Musick |

|           |           |  |
| Brumme 6’ | Marcatori |  |

| Arbitro: | Bartsch |

|                                             |           |  |
| Schmidt 7’ Schlosser 50’ (rig.) Peßolat 60’ | Marcatori |  |

| Arbitro: | Hösel |

|  |           |                           |
|  | Marcatori | 19’ Schlosser 60’ Schmidt |

| Arbitro: | Koslowski |

|                                                           |           |                                |
| Banaskiewicz 5’ Riemer 20’ Peßolat 35’ Schlosser 51’, 59’ | Marcatori | 26’ Boček 68’ Schuch 83’ Vogel |

| Meuselwitz 4 novembre 2012, ore 13:30 CET 10ª giornata | Meuselwitz | 0 – 0 referto | Carl Zeiss Jena | bluechip-Arena (1 902 spett.)\| Arbitro: \| Schibull \| |
| Arbitro:                                               | Schibull   |               |                 |                                                         |

| Jena 9 novembre 2012, ore 19:00 CET 11ª giornata | Carl Zeiss Jena | 0 – 0 referto | Plauen | Ernst-Abbe-Sportfeld (3 584 spett.)\| Arbitro: \| Schwermer \| |
| Arbitro:                                         | Schwermer       |               |        |                                                                |

| Arbitro: | Gaunitz |

|  |           |                      |
|  | Marcatori | 39’ (rig.) Schlosser |

| Arbitro: | Rosenkranz |

|                           |           |           |
| Schlosser 48’ Peßolat 89’ | Marcatori | 67’ Mista |

| Arbitro: | Wessel |

|            |           |             |
| Kaiser 83’ | Marcatori | 58’ Schmidt |

| Arbitro: | Pawlowski |

|                             |           |  |
| Banaskiewicz 40’ Riemer 44’ | Marcatori |  |

#### Girone di ritorno
| Arbitro: | Schibull |

|                    |           |          |
| Peßolat 89’ (rig.) | Marcatori | 37’ Luge |

| Arbitro: | Schibull |

|                            |           |            |
| Viteritti 27’ Reinhard 51’ | Marcatori | 19’ Andris |

| Arbitro: | Bärmann |

|                          |           |           |
| Altiparmak 58’ Deniz 89’ | Marcatori | 90’ Fries |

| Arbitro: | Klemm |

|            |           |  |
| Geißler 8’ | Marcatori |  |

| Arbitro: | Klemm |

|                                 |           |                                   |
| Dvorschák 4’ (aut.) Kahlert 71’ | Marcatori | 6’ Grösch 19’ Schmidt 53’ Eckardt |

| Arbitro: | Hösel |

|                                      |           |  |
| Geißler 21’ Schlosser 56’ Riemer 69’ | Marcatori |  |

| Arbitro: | Gaunitz |

|  |           |                          |
|  | Marcatori | 5’ Trytko 12’, 59’ Shala |

| Arbitro: | Kutscher |

|             |           |              |
| Peßolat 84’ | Marcatori | 36’ Bolivard |

| Arbitro: | Koslowski |

|                  |           |            |
| Vogel 17’ (rig.) | Marcatori | 27’ Trytko |

| Arbitro: | Unger |

|                                                        |           |              |
| Peßolat 49’ Schlosser 64’ (rig.) Riemer 80’ Trytko 82’ | Marcatori | 10’ Latowski |

| Arbitro: | Bartsch |

|               |           |                               |
| Zimmermann 9’ | Marcatori | 8’ Trytko 21’ Schmidt 82’ Six |

| Arbitro: | Illing |

|                        |           |               |
| Trytko 56’ Schmidt 60’ | Marcatori | 74’ Scheffler |

| Arbitro: | Wessel |

|           |           |             |
| Mista 18’ | Marcatori | 37’ Peßolat |

| Arbitro: | Kluge |

|                                          |           |                                                             |
| Trytko 1’, 60’ Peßolat 41’ Dvorschák 85’ | Marcatori | 5’, 34’ Kammlott 24’ Schulz 74’ (rig.) Rockenbach 81’ Morys |

| Arbitro: | Schwermer |

|            |           |                                                |
| Wannke 83’ | Marcatori | 25’ Shala 37’ Trytko 60’ Brinkmann 79’ Geißler |

### Coppa di Germania
| Arbitro: | Stieler |

|  |           |                                                    |
|  | Marcatori | 2’ Rolfes 14’ Bellarabi 81’ Kießling 90’ Fernándes |

## Statistiche

### Statistiche di squadra
| Competizione         | Punti | In casa | In casa | In casa | In casa | In casa | In casa | In trasferta | In trasferta | In trasferta | In trasferta | In trasferta | In trasferta | Totale | Totale | Totale | Totale | Totale | Totale | DR  |
| Competizione         | Punti | G       | V       | N       | P       | Gf      | Gs      | G            | V            | N            | P            | Gf           | Gs           | G      | V      | N      | P      | Gf     | Gs     | DR  |
| -------------------- | ----- | ------- | ------- | ------- | ------- | ------- | ------- | ------------ | ------------ | ------------ | ------------ | ------------ | ------------ | ------ | ------ | ------ | ------ | ------ | ------ | --- |
| Regionalliga nordest | 58    | 15      | 9       | 5       | 1       | 32      | 16      | 15           | 7            | 5            | 3            | 22           | 12           | 30     | 16     | 10     | 4      | 54     | 28     | +26 |
| Coppa di Germania    | -     | 1       | 0       | 0       | 1       | 0       | 4       | 0            | 0            | 0            | 0            | 0            | 0            | 1      | 0      | 0      | 1      | 0      | 4      | -4  |
| Totale               | 58    | 16      | 9       | 5       | 2       | 32      | 20      | 15           | 7            | 5            | 3            | 22           | 12           | 31     | 16     | 10     | 5      | 54     | 32     | +22 |

### Andamento in campionato
| Giornata  | 1  | 2  | 3  | 4 | 5 | 6 | 7 | 8 | 9 | 10 | 11 | 12 | 13 | 14 | 15 | 16 | 17 | 18 | 19 | 20 | 21 | 22 | 23 | 24 | 25 | 26 | 27 | 28 | 29 | 30 |
| --------- | -- | -- | -- | - | - | - | - | - | - | -- | -- | -- | -- | -- | -- | -- | -- | -- | -- | -- | -- | -- | -- | -- | -- | -- | -- | -- | -- | -- |
| Luogo     | T  | C  | C  | T | C | T | C | T | C | T  | C  | T  | C  | T  | C  | C  | T  | T  | C  | T  | C  | T  | C  | T  | C  | T  | C  | T  | C  | T  |
| Risultato | N  | N  | N  | V | V | P | V | V | V | N  | N  | V  | V  | N  | V  | N  | P  | P  | V  | V  | V  | V  | N  | N  | V  | V  | V  | N  | P  | V  |
| Posizione | 11 | 13 | 11 | 7 | 4 | 7 | 4 | 3 | 2 | 3  | 3  | 3  | 2  | 2  | 2  | 2  | 3  | 3  | 3  | 3  | 2  | 2  | 2  | 2  | 2  | 2  | 2  | 2  | 2  | 2  |

Legenda:

Luogo: C = Casa; T = Trasferta. Risultato: V = Vittoria; N = Pareggio; P = Sconfitta.

### Statistiche dei giocatori
| Giocatore       | Regionalliga nordest | Regionalliga nordest | Regionalliga nordest | Regionalliga nordest | Coppa di Germania | Coppa di Germania | Coppa di Germania | Coppa di Germania | Totale   | Totale | Totale      | Totale     |
| Giocatore       | Presenze             | Reti                 | Ammonizioni          | Espulsioni           | Presenze          | Reti              | Ammonizioni       | Espulsioni        | Presenze | Reti   | Ammonizioni | Espulsioni |
| --------------- | -------------------- | -------------------- | -------------------- | -------------------- | ----------------- | ----------------- | ----------------- | ----------------- | -------- | ------ | ----------- | ---------- |
| I. Akyere       | 2                    | 0                    | 0                    | 1                    | 0                 | 0                 | 0                 | 0                 | 2        | 0      | 0           | 1          |
| S. Alles        | 3                    | 0                    | 0                    | 0                    | 0                 | 0                 | 0                 | 0                 | 3        | 0      | 0           | 0          |
| M. Andris       | 8                    | 1                    | 0                    | 0                    | 0                 | 0                 | 0                 | 0                 | 8        | 1      | 0           | 0          |
| M. Banaskiewicz | 17                   | 3                    | 1                    | 0                    | 0                 | 0                 | 0                 | 0                 | 17       | 3      | 1           | 0          |
| D. Barth        | 8                    | 0                    | 0                    | 0                    | 0                 | 0                 | 0                 | 0                 | 8        | 0      | 0           | 0          |
| T. Berbig       | 28                   | 0                    | 4                    | 0                    | 1                 | 0                 | 0                 | 0                 | 29       | 0      | 4           | 0          |
| D. Bock         | 1                    | 0                    | 0                    | 0                    | 0                 | 0                 | 0                 | 0                 | 1        | 0      | 0           | 0          |
| S. Braunsdorf   | 0                    | 0                    | 0                    | 0                    | 0                 | 0                 | 0                 | 0                 | 0        | 0      | 0           | 0          |
| Y. Brinkmann    | 23                   | 1                    | 1                    | 0                    | 0                 | 0                 | 0                 | 0                 | 23       | 1      | 1           | 0          |
| G. Dvorschák    | 26                   | 3                    | 4                    | 1                    | 1                 | 0                 | 0                 | 0                 | 27       | 3      | 4           | 1          |
| R. Eckardt      | 17                   | 1                    | 2                    | 0                    | 0                 | 0                 | 0                 | 0                 | 17       | 1      | 2           | 0          |
| S. Fries        | 23                   | 1                    | 1                    | 0                    | 1                 | 0                 | 0                 | 0                 | 24       | 1      | 1           | 0          |
| T. Geißler      | 17                   | 3                    | 5                    | 0                    | 0                 | 0                 | 0                 | 0                 | 17       | 3      | 5           | 0          |
| F. Giebel       | 2                    | 0                    | 1                    | 0                    | 0                 | 0                 | 0                 | 0                 | 2        | 0      | 1           | 0          |
| M. Grösch       | 18                   | 1                    | 2                    | 0                    | 1                 | 0                 | 0                 | 0                 | 19       | 1      | 2           | 0          |
| S. Huke         | 4                    | 0                    | 1                    | 0                    | 1                 | 0                 | 0                 | 0                 | 5        | 0      | 1           | 0          |
| P. Ibold        | 9                    | 0                    | 1                    | 0                    | 1                 | 0                 | 0                 | 0                 | 10       | 0      | 1           | 0          |
| R. Kolitsch     | 2                    | 0                    | 0                    | 0                    | 0                 | 0                 | 0                 | 0                 | 2        | 0      | 0           | 0          |
| D. Kornagel     | 0                    | 0                    | 0                    | 0                    | 0                 | 0                 | 0                 | 0                 | 0        | 0      | 0           | 0          |
| M. Peßolat      | 27                   | 9                    | 7                    | 1                    | 1                 | 0                 | 1                 | 0                 | 28       | 9      | 8           | 1          |
| M. Riemer       | 30                   | 4                    | 3                    | 0                    | 1                 | 0                 | 0                 | 0                 | 31       | 4      | 3           | 0          |
| M. Schlosser    | 26                   | 9                    | 6                    | 0                    | 1                 | 0                 | 0                 | 0                 | 27       | 9      | 6           | 0          |
| T. Schmidt      | 30                   | 6                    | 3                    | 0                    | 1                 | 0                 | 0                 | 0                 | 31       | 6      | 3           | 0          |
| J. Schneider    | 0                    | 0                    | 0                    | 0                    | 0                 | 0                 | 0                 | 0                 | 0        | 0      | 0           | 0          |
| D. Schulte      | 23                   | 0                    | 3                    | 1                    | 1                 | 0                 | 0                 | 0                 | 24       | 0      | 3           | 1          |
| A. Shala        | 8                    | 3                    | 2                    | 1                    | 0                 | 0                 | 0                 | 0                 | 8        | 3      | 2           | 1          |
| P. Siefkes      | 2                    | 0                    | 0                    | 0                    | 0                 | 0                 | 0                 | 0                 | 2        | 0      | 0           | 0          |
| J. Six          | 12                   | 1                    | 3                    | 0                    | 0                 | 0                 | 0                 | 0                 | 12       | 1      | 3           | 0          |
| P. Trytko       | 21                   | 8                    | 1                    | 0                    | 1                 | 0                 | 1                 | 0                 | 22       | 8      | 2           | 0          |
| R. Wolf         | 20                   | 0                    | 2                    | 1                    | 1                 | 0                 | 0                 | 0                 | 21       | 0      | 2           | 1          |
| R. Zickert      | 6                    | 0                    | 1                    | 0                    | 1                 | 0                 | 0                 | 0                 | 7        | 0      | 1           | 0          |